# Крамарев (Воронежская область)
Крамарев — хутор в Подгоренском районе Воронежской области.
Входит в состав Берёзовского сельского поселения.

## География
На хуторе имеется одна улица — Центральная.

## Население
| 2010 |
| ---- |
| 14   |